# Kevin McDowell
Kevin McDowell (ur. 1 sierpnia 1992 w Park Ridge) – amerykański triathlonista, srebrny medalista olimpijski.
Wystąpił w dwóch konkurencjach podczas igrzysk olimpijskich w Tokio – zajął szóste miejsce w zawodach indywidualnych oraz zdobył srebrny medal olimpijski w sztafecie mieszanej (wraz z nim amerykańską sztafetę stanowili: Katie Zaferes, Taylor Knibb i Morgan Pearson).
W 2010 roku zdobył dwa medale letnich igrzysk olimpijskich młodzieży w Singapurze – srebrny w sprincie indywidualnym i brązowy w sztafecie mieszanej.
Jest zdobywcą srebrnego medalu igrzysk panamerykańskich z Toronto.